# Zünglein an der Waage

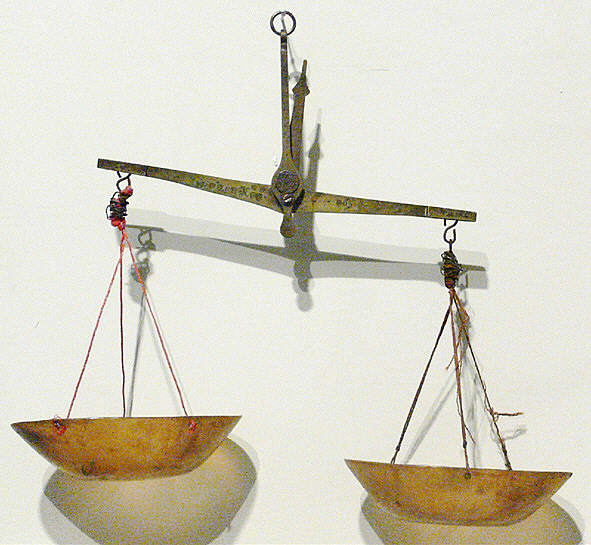
Kleine Balkenwaage (so genannte „Samenwaage“), Süddeutschland, erstes Drittel 19. Jahrhundert, in der Mitte das nach oben gerichtete Zünglein

Mit Zünglein an der Waage bezeichnet man bildhaft einen ausschlaggebenden Umstand oder eine entscheidende Person in einer ansonsten ausgewogenen Situation, besonders in einer Pattsituation. Die metaphorische Redewendung will deutlich machen, dass eine kleine Ursache in bestimmten Situationen große Wirkung haben kann.
Beispiel:
1987 gab es einen Antrag auf Neuwahlen in Schleswig-Holstein.
Der einzige fraktionslose Abgeordnete Karl Otto Meyer war damals das Zünglein an der Waage zwischen zwei gleich großen Fraktionen.

## Herkunft und Kritik
Bei ungefähr gleichen Massen auf einer Balkenwaage ist nicht an der Höhe der Waagschalen erkennbar, welche der Massen in den beiden Waagschalen die größere ist, sondern nur am Zeiger. – Die Metapher führt allerdings in die Irre: Der Zeiger an der Waage dient nur der Anzeige, er hat keinen Einfluss auf das Ergebnis der Messung.